# 慶坡駅
慶坡駅（キョンパえき、경파역）は、現在の朝鮮民主主義人民共和国江原道金化郡中心部に存在した金剛山電気鉄道の駅（廃駅）である。

## 歴史
- 1926年9月15日：開業[1]。
- 1950年：朝鮮戦争により廃止。